# Fantasmic!

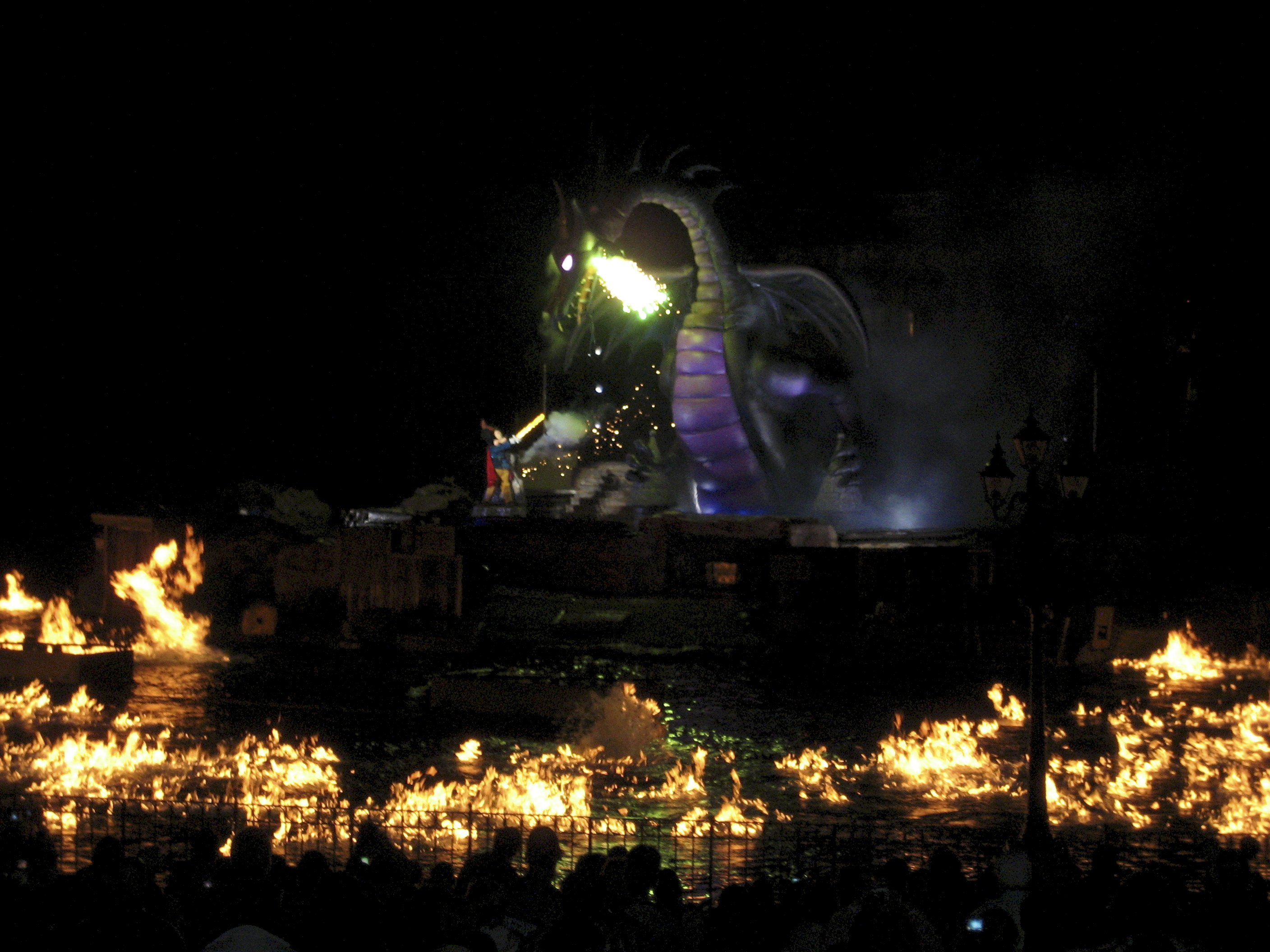
Final de Fantasmic! à Disneyland

Fantasmic! est un spectacle nocturne de Disney composé de feux d'artifice d'effets hydrotechniques et pyrotechniques. Il est présenté à Disneyland (Californie) depuis le 13 mai 1992, et aux Disney's Hollywood Studios (ex-Disney-MGM Studios, Floride) depuis 15 octobre 1998. Ce spectacle est basé sur plusieurs œuvres de Disney dont Le Roi lion, Pocahontas, Hercule et Mulan.
Il est considéré comme l'un des meilleurs spectacles nocturnes de Disney au même titre que la Main Street Electrical Parade, Remember... Dreams Come True ou Disney Dreams!.

## Historique
Les origines du spectacle remontent au début des années 1990 lorsque le service Disneyland Entertainment reçoit la commande pour un nouveau spectacle nocturne. Le projet proposé est innovateur, il doit comprendre des feux d'artifice, des jets d'eau servant d'écrans pour des lasers... le tout en un lieu inattendu, les berges de l'attraction Rivers of America, la rivière artificielle encerclant l'île de Tom Sawyer Island et bordée par les land Frontierland, New Orleans Square et Critter Country. Disneyland Entertainment demande alors le concours de Walt Disney Feature Animation et Walt Disney Imagineering pour réaliser le spectacle.
Les Rivers of America ont été drainées afin d'installer l'important système hydraulique et le passage du système électrique. En même temps, les rails des deux bateaux S.S. Columbia et le Mark Twain sont renouvelés. De plus, la pointe sud de Tom Sawyer Island, qui comprend un moulin à eau, fut transformée en une scène permanente pour le spectacle, et le moulin reconstruit quelques mètres plus loin. Les abords des rives furent aussi aménagés particulièrement les trottoirs de New Orleans Square pour leurs bénéfices. La première a eu lieu le 13 mai 1992.
La direction de Walt Disney World Resort, surnommée Team Disney Orlando, a commissionné Walt Disney Imagineering en 1996 pour reproduire l'attraction sur le domaine. Le spectacle n'a pas pu être reproduit à l'identique car les berges de Rivers of America du Magic Kingdom n'étaient pas adéquates. D'un autre côté, aux Disney-MGM Studios, il fallait remplacer le feu d'artifice vieillissant Sorcery in the Sky alors en perte de public. Un amphithéâtre de 8 000 places a été construit derrière la Tour de la Terreur au bout de Sunset Boulevard. La forme en arc de cercle de la rivière de Disneyland a été reproduite dans l'amphithéâtre et l'île de Tom Sawyer est devenue une véritable scène.

## Les spectacles

### Disneyland
À Disneyland le spectacle est présenté sur les rives de Rivers of America et est visible des terrasses de Frontierland et surtout de New Orleans Square. Malheureusement il n'y a pas beaucoup de lieux pour s'asseoir. Il est toutefois possible de réserver un siège pour un dessert spécial Fantasmic au New Orleans Square cafe. Ce menu spécial permet de déguster un dessert ou de boire un verre depuis un lieu moins surpeuplé et avec une vue dégagée sur le spectacle. Le prix de cette réservation atteint des prix devenus exorbitant, comparable à celui de l'admission au parc.
Jusqu'à l'été 2009, le spectacle a vu peu de changement depuis ses premières représentations. Il faut toutefois noter que la barge soutenant Ursula, haute de près de 7 mètres a été supprimée en 1996 en raison d'un naufrage et de son entretien coûteux. De plus le dragon a été garni de fibres optiques pour augmenter l'effet dramatique de sa mort.
- Première représentation : 13 mai 1992
- Lieu du spectacle : rives de Rivers of America
- Conception/Production: Disneyland Entertainment, Walt Disney Feature Animation et Walt Disney Imagineering
- Producteur exécutif : Ron Logan
- Musique : Bruce Healey
- Directeur: Barnette Ricci
- Durée : 23 min
- Budget : 100 millions de $
- Personnages : Mickey Mouse, Minnie Mouse, Donald Duck, ainsi que beaucoup d'autres personnages classiques.
  - Méchants : La Sorcière de Blanche-Neige, Ursula (La Petite Sirène), Chernabog (Fantasia), Maléfique (La Belle au bois dormant), le capitaine Crochet (Peter Pan), Kaa (Le Livre de la jungle)

### Description de la version de Disneyland
À l'extinction des lumières, la rivière prend un air sombre et calme. Une légère note de musique s'entend au loin, elle grandit et s'amplifie dans un accord théâtral. Un pinceau de lumière s'allume depuis l'île et éclaire le ciel. Il tournoie sans éclairer quoi que ce soit. Une seconde note vibre et fait disparaître le rayon lumineux. Les lumières éclatent dans la pénombre et font apparaître Mickey Mouse. La musique devient triomphante et vibrante quand Mickey donne vie à la rivière. Il lève ses bras et des étincelles jaillissent de ses doigts. 

Un mur d'eau géant s'élève et sert d'écran pour un extrait de L'Apprenti sorcier dans Fantasia. La musique du film et le thème Imagination s'entremêlent tandis que les personnages des étoiles filantes et des comètes-feux d'artifice s'envolent dans le ciel. L'écran de vapeur se recouvre d'étoiles scintillantes qui se dissolvent en fleurs colorées et s'épanouissant. Sur la scène de larges pétales de fleurs, changeant de couleur, se transforment du camélia rose en marguerite blanche et jaune puis une pensée mauve et enfin une rose rouge. Les pétales deviennent de grandes feuilles vertes qui se combinent avec la projection des écrans pour devenir la flore et la faune de la jungle.
Le brouillard commence à flotter au-dessus de la rivière et des rythmes exotiques de la jungle sont audibles. Sur l'écran de brouillard apparaît un énorme serpent, Kaa du Livre de la jungle. Il rampe sur l'île et de perçants rayons laser rouges à la place des yeux, balayent le public à la recherche d'une proie tandis qu'il évite le feuillage luxuriant. Le rythme exotique gonfle avec l'arrivée du Roi Louie sur des scènes flottantes avec des singes aux couleurs de néons. Ils descendent la rivière transformée en une jungle imaginaire bougeant sur un rythme sauvage.
La musique passe brutalement à une version contemporaine rythmée de la Parade des éléphants roses de Dumbo tandis que les pachydermes roses apparaissent sur l'écran et sur la scène de l'île. Soudain les éléphants donnent l'impression d'être de gigantesque marionnettes dansant au bout de leurs ficelles puis disparaissent laissant leurs liens derrière eux. Les ficelles magiques manipulent alors trois énormes personnages dont Pinocchio.
Sur l'écran apparaît Jiminy Cricket sous l'eau appelant son ami dans un désespoir bafouillant. Des monstres aquatiques se succèdent sur l'écran jusqu'à l'apparition derrière Jiminy de l'énorme œil de Monstro la baleine. Des effets spéciaux et le film montrent la tornade provoquée par le cétacé sur l'eau dont une partie est projetée sur le public lors de la sortie des eaux de Monstro. Des bruits de vagues roulent et se fracassent sur les berges tandis qu'une barque est agitée par la tempête sur l'écran.
Le tonnerre d'un canon attire l'attention du public sur le bateau pirate approchant de la rive et agité par des mouvements. Le capitaine Crochet, M. Mouche et les pirates bondissent, se suspendent et se balancent dans les cordages tandis que Peter Pan tente de sauver Wendy. Un imposant crocodile poursuit le bateau, il est facilement repérable au célèbre tic-tac de réveil. Crochet est effrayé par le reptile et se réfugie dans la vigie tandis que Mouche essaye d'éloigner la bête. Peter Pan profite de cette diversion du crocodile pour crier victoire du haut du mât puis le bateau disparaît dans le brouillard.
Le thème Imagination revient en même temps que des nuages roses et bleus couvrent la rivière. Blanche-Neige et son prince, Ariel et Éric, Belle et la Bête apparaissent sur une barge et dansent un ballet dans les nuages heureux que leurs rêves se réalisent. La musique change graduellement et la méchante reine, belle-mère de Blanche-Neige apparaît sur la scène. Elle invoque son miroir magique qui devient visible (sous sa forme animée) sur les écrans. Le miroir annonce : « Grande est la beauté, Majesté. Mais elle est prise! Trois plus jolies jeunes filles, je vois ». La reine boude de jalousie et le miroir continue : « Et ici, dans l'imagination de Mickey, la beauté et l'amour survivront toujours ».
La reine s'approche de son chaudron et elle y crée une potion démoniaque pour se transformer en une méchante sorcière. Le miroir magique montre alors le visage de la sorcière et déclare « Imagine cela ! ». Sur l'écran, le visage de la reine se dissout et se recompose en celui d'Ursula. C'est à ce moment qu'émerge du brouillard l'énorme personnage mi-pieuvre-mi-sorcière, chantant, autour de laquelle ses subalternes Flotsam et Jetsam nagent. Sur l'écran, le visage se métamorphose par la suite en celui de Chernabog, le démon du Mont-Chauve dans Fantasia.
Des images de squelettes chevauchant dans le ciel apparaissent sur l'écran tandis que des flammes dansent dans les mains de Chernabog. Une explosion de flammes se produit sur la scène de l'île et Maléfique apparaît. Mickey la remarque et tremble de peur lorsqu'elle lui dit : « Maintenant tu vas voir avec MOI et toute la puissance de MON IMAGINATION ! » Une autre exception de flammes survient et Maléfique réapparaît haute de 41 m avant de se transformer en un féroce dragon d'abord sur l'écran avant de le faire dans un éclair de lumière sur la scène, recouvrant l'île de ses 12 m. Le dragon baisse la tête et crache des flammes au-delà de la rivière, transformée en rivière de feu par le souffle brûlant. Le côté sombre de l'imagination a créé une île de terreur.
Seul Mickey peut se sauver de sa propre imagination, et il réapparaît dans une tenue d'héro médiéval prêt à se battre. Grâce à des lasers électriques (des effets spéciaux), il défait le dragon et toutes les autres forces maléfiques. Sur l'écran le dragon est soulevé dans les airs et disparaît dans un nuage de poussières magiques. Une présence étincelante et scintillante commence à apparaître tandis qu'une musique magique gonfle, c'est la fée Clochette. Elle vole vers le public, agite sa baguette magique et arrose de poudre magique le bateau Mark Twain qui longe la berge. Le bateau possède à son bord les personnages préférés de Disney, agitant des drapeaux et acclamant leur héros, tandis que des fontaines de feux jaillissent en cascade des rambardes du Mark Twain.
Lorsque le bateau atteint le quai, un flash explose sur le pont supérieur révélant Mickey Mouse comme dans Steamboat Willie. Mickey barre le navire devant le public dans un final de célébration festive pour disparaître dans un brouillard. Une fois le bateau disparu, un éclair illumine la scène près du moulin de Tom Sawyer Island révélant Mickey dans sa tenue de sorcier, debout au-dessus du Cider Mill. Des lasers tels des rayons de soleil couchant jaillissent derrière lui et avec la musique qui enfle, le public se rend compte que la puissance magique de l'imagination de Mickey est toujours aussi forte. Le thème Imagination revient à nouveau avec un chœur et des feux d'artifice enflammant la rivière.
Brutalement Mickey disparaît dans un éclair pour réapparaître au centre de la scène mais dans sa tenue habituelle. Il déclare en souriant « Un peu d'imagination, hein ? Haha ! ». Tous les effets spéciaux s'arrêtent laissant un simple pinceau de lumière, vide. La dernière note retentit tandis que la rivière retrouve son obscurité initiale.

### Fantasmic 2.0
À l'extinction des lumières, la rivière prend un air sombre et calme. Une légère note de musique s'entend au loin, elle grandit et s'amplifie dans un accord théâtral. Alors Mickey apparait en tenue de chef d'orchestre, les lumières éclairent Mickey, avec ses doigt, il fait jaillir des comètes (feu d'artifice). En bougeant ses bras, les lumières le suivent, l'eau de la rivière prend vie en faisant une tête de Mickey.

### Disney's Hollywood Studios
Le spectacle est donné dans une partie à l'écart du parc. L'amphithéâtre est accessible depuis une longue voie débutant entre le Theaters of the Stars et la Tour de la Terreur, à l'extrémité nord de Sunset Boulevard. Il est donc conseillé d'arriver assez tôt (1h30 avant) car malgré la capacité du Hollywood Hills Amphitheatre, les 6 500 places assises se remplissent rapidement et il faut ensuite se contenter des 3 000 places debout. Des forfaits repas sont possibles avec les trois restaurants de « luxe » du parc : Mama Melrose's, Hollywood and Dine et le Hollywood Brown Derby, associant un repas et une place assise réservée.
- Première représentation : 15 octobre 1998
- Lieu du spectacle : Hollywood Hills Amphitheatre
  - Capacité : 6 500 places assises, 2 500 à 3 000 debout.
- Conception/Production : Walt Disney Entertainment avec Walt Disney Feature Animation et Walt Disney Imagineering
- Producteur exécutif : Ron Logan
- Musique : Bruce Healey
- Directeur : Barnette Ricci
- Durée : 27 min
- Situation : 28° 21′ 40″ N, 81° 33′ 31″ O
- Personnages :
  - Méchants présents dans la version originale : La Reine noire (Blanche-Neige), Hadès (Hercule), Ursula, Cruella d'Enfer (Les 101 Dalmatiens), Jafar (Aladdin), Frollo (Le Bossu de Notre-Dame), Scar (Le Roi lion), Chernabog, Maléfique, le capitaine Crochet et le gouverneur Ratcliffe (Pocahontas).
  - Méchants ajoutés au fil des sorties des films : Oogie Boogie (L'Etrange Noël de M. Jack), The MCP (Tron), Monsieur Loyal (Dumbo), Le Borgne (1 001 Pattes), Edgar (Les Aristochats), Stinky Pete (Toy Story 2), Yzma (Kuzco), Ronno (Bambi 2), Shan Yu (Mulan), The Horned King (Taram et le Chaudron magique), Lady Tremaine (Cendrillon), Madame Mim (Merlin l'Enchanteur), Sid Phillips (Toy Story) et Seymour Guado.

#### Description de la version des Disney's Hollywood Studios
À l'extinction des lumières, la rivière prend un air sombre et calme. Une légère note de musique s'entend au loin, elle grandit et s'amplifie dans un accord théâtral. Un pinceau de lumière s'allume depuis l'île et éclaire le ciel. Il tournoie sans éclairer quoi que ce soit. Une seconde note vibre et fait apparaître Mickey Mouse en costume de soirée. Mickey agît comme un chef d'orchestre tandis que la musique emplit l'espace et l'eau autour de l'île commence à danser. Brusquement, un mur d'eau géant s'élève est sert d'écran pour un extrait de L'Apprenti sorcier dans Fantasia.
Des éléphants, des girafes, des singes, des oiseaux, des autruches, des rhinocéros et des guépards commencent à se regrouper sur la montagne. Des animaux lumineux font du bruit et dansent autour, alors qu'ils se rassemblent autour de l'île. Simba et Nala folâtrent comme dans le film Le Roi lion
Un grand montage visuel composé de bulles prend alors place. Chaque bulle comporte une séquence d'un film Disney. Il est possible de distinguer des scènes, entre autres, de Pinocchio, Aladdin, Hercule, Steamboat Willie, Bambi, Mulan, Dumbo, Blanche-Neige, La Belle au Bois Dormant. Les bulles une fois disparues dans le ciel marquent l'arrivée de Jiminy Cricket. Monstro la baleine pourchasse Jiminy Cricket, paniqué, tandis que les bulles montent. Une grande bulle emprisonne le cricket et alors qu'il crie et gesticule, la baleine prend en chasse la bulle. Monstro se hisse en dehors de l'eau et se jette sur le rivage éclaboussant les premiers rangs de spectateurs.
L'eau reprend son calme, mais une détonation de boulet de canon se fait entendre. Les personnages Disney font revivre la scène de combat entre les amérindiens et les premiers américains issue du film Pocahontas avec le gouverneur Ratcliffe. John Smith arrive alors et monte en haut de la montagne, le chef indien Powhatan blesse Smith au moment où surgit Pocahontas. Les colons et les indiens stoppent alors leur combat. La chanson Colors of the Wind enveloppe tout ce petit monde qui se met alors à danser. La danse semble alors environ le monde et les scènes de danse des films apparaissent dont Aurore et Philippe, Cendrillon et le Prince charmant ou Jasmine et Aladdin.
Le thème Imagination reprend tandis que des nuages bleus et roses couvrent la rivière. Blanche-Neige et son prince, Ariel et Eric, la Belle et la Bête dansent alors au-dessus des flots tel un ballet dans les nuages. La joie semble remplir les couples de danseurs voyant leurs rêves prendre vie mais la musique commencent à changer et devenir menaçante.
Le rêve de Mickey se transforme alors en cauchemar. La méchante Reine de Blanche-Neige concocte une potion au milieu des effets spéciaux et effets pyrotechniques. Elle invoque quelques-uns des plus célèbres « méchants » de Disney : Ursula, Cruella d'Enfer, Scar, Frollo, Jafar, Hadès, Chernabog et Maléfique. Mais aucun n'arrive à la cheville de Mickey même Jafar qui se transforme en un cobra noir géant ou Maléfique qui prend l'apparence d'un dragon éructant du feu de 12 m de haut. La chaleur de son souffle peut être ressentie jusqu'à la moitié de l'amphithéâtre et l'eau semble s'enflammer.
Mickey, dans une tenue d'héro médiéval, il crée un mur d'eau autour de l'île, éteignant les flammes et terrassant le dragon. Il détruit les méchants avec son imagination et son épée.
Tous redevient calme et la fée Clochette s'envole vers la montagne et des étoiles magiques l'illumine tandis que le bateau Steamboat Willie arrive sur la rivière. L'ambiance redevient joyeuse avec un festival de feux d'artifice, d'étincelle et un grand bateau empli de personnages Disney. Mickey conclut sa victoire triomphante sur les forces du mal dans un costume de magicien depuis le plus haut point au sommet de la montagne. La scène s'embrase et Mickey disparaît. Il réapparaît au pied de la montagne dans son costume de soirée et déclare : « Quel imagination, hein ? haha ! » avant de re-disparaître dans un éclair.

#### Différences avec la version californienne
Les deux spectacles partagent la même musique et le même thème et presque un scénario identique mais en plus de la différence de lieu déjà évoquée, voici quelques-unes des autres différences :
- La scène de la jungle de Disneyland issue du film Le Livre de la jungle a été remplacée par un hommage au Roi Lion.
- La scène de Peter Pan a été remplacée par Pocahontas. Elle devait à l'origine être basée sur le film Vingt Mille Lieues sous les mers. Mickey devait jouer de l'orgue tandis que le capitaine Némo combattait la pieuvre géante.
- Les images d'éléphants roses de Dumbo et des marionnettes de Pinocchio ont été remplacées par des extraits de divers films Disney apparaissant dans des bulles.
- Le personnage d'Ursula tient un rôle moins important en Floride et sa chanson a été remplacée par une présentation des autres méchants.
- La version de Floride comporte beaucoup plus de méchants principalement issus des films sortis après 1992, année de la création du spectacle californien.
- Les gentils personnages de Disney dansent lors du final sur une réplique du Steamboat Willie et non du Mark Twain.

### Tokyo DisneySea
Le 2 février 2010, Disney annonce l'arrêt de BraviSEAmo! le 13 novembre 2010 et son remplacement en avril 2011 par Fantasmic!. Cette version de Fantasmic! ferme le 28 février 2020 alors que sa dernière représentation officielle était prévue pour le 25 mars 2020. En raison de la pandémie de Covid-19, le Tokyo Disney Resort a été contraint de fermer ses portes.
- Ouverture : 28 avril 2011 (à la suite du séisme du 11 mars 2011, le spectacle débutera lorsque le parc ouvrira à nouveau).
- Fermeture : 28 février 2020
- Lieu : Porto Paradisio de Mediterranean Harbor
- Spectacle précédent
  - BraviSEAmo! : été 2005 - novembre 2010